# نظریه مبادله اجتماعی
نظریه مبادله اجتماعی (به انگلیسی: Social exchange theory) رفتار را براساس متغیرهای وابسته به تأمل، احساس، عاطفه و فعالیت صورت گرفته؛ تبیین می‌نماید.
جورج هومنز (۱۹۱۰–۱۹۸۹) صاحبنظر و مبتکر اصلی نظریه مبادله، و زیر نفوذ فایده‌گرایی و اقتصاد کلاسیک بود.

### هومنز
هومنز نظریه خود را بر مفاهیم تعادل، انتظار و عدالت توزیعی در مبادله دوتایی استوار کرد. او با این کار سعی می‌کند تعامل اجتماعی در گروه‌های کوچک و پاداش‌های دریافتی متناسب با هزینه‌ها و سرمایه‌گذاری‌های آنها را توضیح دهد. هومنز این نظام را در سه گزاره خلاصه می‌کند: موفقیت، محرک و پیشنهاد محرومیت – اشباع. در ادامه شرح داده شده‌است.
1. گزاره موفقیت: وقتی کسی متوجه می‌شود برای کارهایش پاداش می‌گیرد، تمایل به تکرار همان عمل دارد.
2. گزاره محرک: هر چه محرکی خاص در گذشته بیشتر منجر به پاداش شده باشد، احتمال اینکه فرد به آن پاسخ دهد بیشتر است.
3. گزاره محرومیت – اشباع: هر چه در گذشته نزدیک، شخصی پاداش خاصی دریافت کرده باشد، ارزش هر واحد دیگری از آن پاداش کمتر می‌شود.

## نظریه مبادله اجتماعی
در نظریه مبادله هومنز، بیش از آن‌که روابط گروهی و نهادی قابل طرح باشند، رابطه فرد با فرد مطرح می‌شود و تأکید، اساساً بر فرد یا روابط میان دو فرد است؛ لیکن هر نظریه جامعه‌شناختی باید به واحدهای جمعی بیش از دو نفر نیز توجه کند. هومنز نیز از سطح مبادله فرد با دیگری فراتر رفته و در نظریه خود، مسئله نهادها، گروه‌ها و زیر نهادها را هم مورد بررسی قرار داده‌است.
هومنز معتقد است نهادهای اجتماعی بر همان اصول اساسی مبادله استوارند و رفتارهای میان دو فرد و تفاوت آن‌ها، صرفاً در این است که نهادها، شبکه روابط بسیار پیچیده‌تری را شامل می‌شوند؛ که به پیچیدگی فعالیت‌ها و روابط غیر مستقیم مبادله مربوط می‌شود.
هومنز اعتقاد داشت که سود فردی انگیزه عمومی است که سبب حرکت جهان و مردم آن می‌شود و مردان و زنان درست مانند کبوتران در آزمایش اسکینر به گونه ای مثبت یا منفی تحت تأثیر محیط خود قرار می‌گیرند.
هومنز مبتکر دیدگاهی است که به رفتارگرایی اجتماعی اشتهار دارد. این سنت فکری بر بنیاد سنت اقتصاد کلاسیک، اصل مطلوبیت نهایی کاهنده و عقلانیت رفتاری استوار بود. این سنت در عین حال با سنت رفتارگرایی در روانشناسی پیوند داشت.
در این سنت مفروض بود که یافته‌های علمی بر اساس معیارهای علمی استوار است که به نوبه خود نتیجه تاثیرهای مشخص عینی ناشی از محیط بیرونی، بر فرد (محرک) و نیز رفتارهای عینی قابل مشاهده (پاسخ) است. دنیای اجتماعی، از دیدگاه هومنز متضمن افرادی کنشگر است که در حال مبادله پاداش یا هزینه هستند.
آنچه هومنز را از پنداره انسان اقتصادی در قرن ۱۹ متمایز می‌کرد این بود که از منظر او انگیزه عمل را تنها پول و کالا تشکیل نمی‌داد، بلکه تأیید، احترام، عشق، عاطفه و دیگر نشانه‌های غیر مادی و نمادین نیز از اهمیت برخوردار بود.
انسان از نگاه هومنز موجود خردباوری است که با هدف به حداکثر رساندن سود و به حداقل رساندن زیان خویش به محاسبه شادی‌ها و لذت‌ها و نیز آلام خود می‌پردازد.

## ویژگی‌های نظریه مبادله
1. موضوع اصلی آن مبادله است.
2. در نظریه مبادله، تنوع روش و موضوع وجود دارد و گرایش‌های مختلف از اقتصاد و روان‌شناسی و … تا جامعه‌شناسی در شکل‌دهی آن نقش داشته‌اند.
3. مسئله اصلی مورد مطالعه و علاقه همه نظریه‌پردازان مبادله، وابستگی درونی روابط بین افراد و جریان واقعی رفتار اجتماعی است.
4. روش‌های متعددی در نظریه مبادله از قبیل مقیاس‌های اقتصادسنجی ایستاری، مطالعه کتابخانه‌ای و مشاهده ارتباط در موقعیت‌های واقعی رفتار، دوستی و روابط خانوادگی به‌کار برده شده‌است.
5. نظریه مبادله اجتماعی، در جهت توزیع و تبیین رابطه بین رفتار، براساس پاداش یا مجازات است.
6. مفاهیم و فرضیات مورد استفاده در دیدگاه مبادله، در مطالعات تجربی و نظری رفتار خانوادگی، عشق و ازدواج گسترش بیشتری یافته‌است.

### فریزر
بر اساس اقتصاد، نظریه جیمز فریزر در مورد مبادله اجتماعی بر اهمیت تمایز قدرت و موقعیت در مبادله اجتماعی تأکید می‌کند. نظریه فریزر علاقه خاصی به ازدواج پسر عمو داشت.

### مالینوفسکی
با مبادله کولا، برانیسلاف مالینوفسکی تمایزی شدید بین مبادله اقتصادی و مبادله اجتماعی ایجاد کرد. مالینوفسکی با استفاده از مبادله کولا اظهار می‌کند انگیزه‌های مبادله می‌تواند عمدتا اجتماعی و روانی باشد.

### موس
نظریه مارسل موس تلاش می‌کند تا نقش اخلاق و دین را در مبادله اجتماعی مشخص کند. ماوس استدلال می‌کند مبادله در جامعه تحت تأثیر رفتارهای اجتماعی است، در حالی که اخلاق و دین بر همه جنبه‌های زندگی تأثیر می‌گذارد.

### بوهنان
پل بوهنان نظریه خود را بر مسایل اقتصادی مانند چندمرکزگرایی و شیوه‌های مبادله متمرکز می‌کند. او در یافتن نقش و عملکرد بازارها در اقتصادهای معیشتی قبیله‌ای به نظریه مبادله اجتماعی کمک کرد و توزیع مجدد اقتصادی و مبادله بازار را از روابط اجتماعی متمایز می‌کند.

### پولانی
پولانی سه اصل را برای ایجاد یک ایده جدید برای تغییر اقتصادی و اجتماعی، تغییر در اقتصاد سنتی و توسعه اقتصادی سیاسی پیشنهاد می‌کند. این اصول عبارتند از: متقابل، توزیع مجدد و بازاریابی.

### سهلین
مارشال ساهلینز این ایده را ارائه می‌دهد که اقتصاد به جای یک دسته‌بندی ساده از فرهنگ، یک دسته رفتار است.

## نقد نظریه هومنز
تعمیم قضایای مبادله به سطح گروه‌های وسیع و نهادهای پیچیده اجتماعی، هومنز را با انتقادات جدی روبرو ساخت. برخی وی را متهم کردند که پدیده‌های اجتماعی را به پدیده‌های روان‌شناسی فردی تقلیل داده‌است و از روی روابط ساده و چهره‌به‌چهره خواسته‌است، به درک پدیده‌های پیچیده اجتماعی برسد. پارسونز معتقد است که روابط بین افراد در نظام پیچیده سازمان اجتماعی با میانجی‌گری نمادها صورت می‌گیرد، که هومنز یا آن را نادیده می‌گیرد یا اگر می‌بیند به‌هیچ وجه درصدد توجیه آن برنمی‌آید.
برخی دیگر نیز بر روش‌شناسی هومنز اشکالاتی وارد ساخته‌اند؛ از جمله: نحوه اندازه‌گیری ارزش، مهارت‌های پاداش برای افراد متفاوت، رابطه بین کنش متقابل اجتماعی و سطح تعلّق.